# Centaurea fenzlii
Centaurea fenzlii — вид рослин роду волошка (Centaurea), з родини айстрових (Asteraceae).

## Опис рослини
Це дворічна рослина з потовщеним стрижневим коренем. Стебло прямовисне, 40–120 см, розгалужене у верхній частині з кількома великими квітковими головами. Листки міцні, шорсткі; базальні — яйцювато-округлі, в основі трохи серцеподібні, на ніжках; нижні схожі, з ширококрилою ніжкою; середні й верхні — від еліптичних до лінійних, сидячі. Кластер філаріїв (приквіток) ≈ 30–40 × 30–50 мм; придатки дуже великі, повністю приховують базальну частину філаріїв, солом'яного кольору. Квітки жовті. Сім'янки ≈ 6 мм; папуси 6–10 мм. Цвіте в червні — липні.

## Середовище проживання
Ендемік сх. і пд.-сх. Туреччини. Населяє степ, ліси, перелогові поля, на висотах 1150–1820 метрів.